# Szent László-patak
Szent László-patak är ett vattendrag i Ungern. Det ligger i den centrala delen av landet, 40 km söder om huvudstaden Budapest.